# Lijst van afleveringen van Street Time
Dit is een lijst met afleveringen van de Amerikaanse televisieserie Street Time. De serie telt 2 seizoenen. Een overzicht van alle afleveringen is hieronder te vinden.

## Seizoen 1
| Nr. | Titel aflevering                   | Uitzenddatum VS  |
| --- | ---------------------------------- | ---------------- |
| 1   | Pilot: Part 1                      | 23 juni 2002     |
| 2   | Pilot: Part 2                      | 23 juni 2002     |
| 3   | Random Act                         | 30 juni 2002     |
| 4   | Above Suspicion                    | 7 juli 2002      |
| 5   | Respect                            | 14 juli 2002     |
| 6   | Lesser Evils                       | 21 juli 2002     |
| 7   | The Truth Hurts... Bad             | 28 juli 2002     |
| 8   | Good Deeds                         | 4 augustus 2002  |
| 9   | Instant Karma                      | 11 augustus 2002 |
| 10  | Rabid Dawg                         | 18 augustus 2002 |
| 11  | No Excuses                         | 25 augustus 2002 |
| 12  | Betrayal                           | 1 september 2002 |
| 13  | Reversal of Fortune                | 8 september 2002 |
| 14  | Sex, Lies and a Truckload of Dates | 30 april 2003    |
| 15  | Follow the Money                   | 7 mei 2003       |
| 16  | Anger Management                   | 13 mei 2003      |
| 17  | Right to Life                      | 21 mei 2003      |
| 18  | Even                               | 28 mei 2003      |
| 19  | On Goldie Pond                     | 4 juni 2003      |
| 20  | Going Home                         | 11 juni 2003     |

## Seizoen 2
| Nr. | Titel aflevering      | Uitzenddatum VS   |
| --- | --------------------- | ----------------- |
| 1   | 20 Hits               | 6 augustus 2003   |
| 2   | Watching the Watchers | 13 augustus 2003  |
| 3   | Lockdown              | onbekend          |
| 4   | High Holly Roller     | 27 augustus 2003  |
| 5   | Cop Killer            | 3 september 2003  |
| 6   | Born to Kill          | 10 september 2003 |
| 7   | Pack of Rats          | 17 september 2003 |
| 8   | Gone                  | onbekend          |
| 9   | Get Up, Stand Up      | onbekend          |
| 10  | Hostage               | 8 oktober 2003    |
| 11  | Brothers              | 15 oktober 2003   |
| 12  | Fly Girl              | 22 oktober 2003   |
| 13  | The Whole Truth       | 29 oktober 2003   |